# الانتخابات البرلمانية في جنوب اليمن 1978
أجريت الانتخابات النيابية في جمهورية اليمن الديمقراطية الشعبية بين 16 و18 ديسمبر 1978. وكانت أول انتخابات منذ الاستقلال في عام 1967، شهدت تقدم 175 مرشحًا (جميعهم ينتمون إلى الحزب الاشتراكي اليمني، الحزب القانوني الوحيد) يتنافسون على 111 مقعدًا. بلغت نسبة إقبال الناخبين 91.27٪.

## النظام الانتخابي
تم انتخاب أعضاء البرلمان البالغ عددهم 111 بأغلبية في ثمانين دائرة انتخابية، مع حصول الناخبين على نفس عدد الأصوات مثل عدد المقاعد المتاحة في دائرتهم الانتخابية.

## النتائج
| الحزب                           | الحزب                           | الأصوات | %      | المقاعد |
| ------------------------------- | ------------------------------- | ------- | ------ | ------- |
|                                 | الحزب الاشتراكي اليمني          | 596٬787 | 100.00 | 111     |
| المجموع                         | المجموع                         | 596٬787 | 100.00 | 111     |
|                                 |                                 |         |        |         |
| الأصوات الصحيحة                 | الأصوات الصحيحة                 | 596٬787 | 99.87  |         |
| الأصوات الباطلة والفارغة        | الأصوات الباطلة والفارغة        | 763     | 0.13   |         |
| مجموع الأصوات                   | مجموع الأصوات                   | 597٬550 | 100.00 |         |
| الناخبين المسجلين ومعدل الإقبال | الناخبين المسجلين ومعدل الإقبال | 654٬685 | 91.27  |         |
| المصدر: Nohlen et al., IPU      |                                 |         |        |         |